# Arena Carioca 1
La Arena Carioca 1 es una arena en el Parque Olímpico de Río de Janeiro que albergó los eventos de baloncesto, halterofilia, lucha olímpica y lucha grecorromana, así como baloncesto en silla de ruedas y rugby en silla de ruedas en los Juegos Paralímpicos de Verano de 2016 realizados en la ciudad de Río de Janeiro.

## Construcción
La construcción inició en julio de 2013 y abarca 38 mil metros cuadrados. Su capacidad será para los juegos de 16 mil espectadores, de estos sólo 6 000 serán permanentes al finalizar los mismos. Su fachada tiene una altura de 33 metros de alto, y su forma está inspirada en el paisaje montañoso de la ciudad sede. La cancha fue construida con dos tipos de madera, uno para la cancha y otro diferente para el área circundante, así como un sistema para la absorción de los golpes de la actividad deportiva. Tiene 282 salas, 49 baños, ocho vestidores y seis ascensores.
El complejo de tres arenas (Carioca 1, Carioca 2 y Carioca 3), el IBC, el MPC, un hotel y la estructura del Parque Olímpico tendrán un costo final estimado en R$ 1,678 mil millones incluida parte de la iniciativa pública y privada, siendo ejecutada entre el Prefeitura de Río de Janeiro y la iniciativa privada.

## Pruebas previas a los juegos
La obra fue entregada en enero de 2016. Fueron realizados como eventos piloto el Torneo Internacional de Baloncesto Femenino Aquece Río realizado del 15 a 17 de enero de 2016 y el Campeonato Internacional de Rugby em cadeira de rodas Aquece Río realizado del 29 al 31 de enero de 2016.

## Futuro de la sede
La arena quedó como parte del Centro de Entrenamiento Olímpico que es considerado el mayor legado para el país después de la realización de los juegos, siendo un recinto en donde serán entrenados atletas en 12 modalidades diferentes. Cuenta con una academia, un auditorio, vestidores y áreas médicas.